# Rho Hydrae
Rho Hydrae (ρ Hydrae, förkortat Rho Hya, ρ Hya)  är en dubbelstjärna belägen i den nordvästra delen av stjärnbilden Vattenormen. Den har en skenbar magnitud på 4,34 och är synlig för blotta ögat där ljusföroreningar ej förekommer. Baserat på parallaxmätning inom Hipparcosuppdraget på ca 9,2 mas, beräknas den befinna sig på ett avstånd på ca 354 ljusår (ca 109 parsek) från solen. På det beräknade avståndet minskas dess skenbara magnitud med 0,06 enheter genom en interstellär skymningsfaktor på grund av mellanliggande stoft.  Stjärnan utgör en del av den ringformade asterismen som representerar Vattenormens huvud.

## Egenskaper
Primärstjärnan Rho Hydrae A är en blå till vit stjärna i huvudserien av spektralklass A0 Vn. Den har en beräknad massa som är ca 3,2 gånger större än solens massa, en radie som är omkring dubbelt så stor som solens och utsänder från dess fotosfär ca 242 gånger mera energi än solen vid en effektiv temperatur av ca 9 800 K.
Följeslagaren Rho Hydrae B är en stjärna av magnitud 11,9 separerad med 12,1 bågsekunder vid en positionsvinkel på 146°, år 2000.